# Maltodextrina
Las maltodextrinas son una clase de carbohidratos extraídos de una variedad de fuentes botánicas. Constituyen una mezcla de sacáridos, incluyendo glucosa, maltosa, maltotriosa, oligosacáridos y polisacáridos, que aparecen en la naturaleza como resultado de la hidrólisis del almidón, presente en plantas como el trigo, maíz o guisantes o de tubérculos como la patata y yuca.
Comercialmente se presenta como un polvo blanco formado por una mezcla de carbohidratos nutritivos, no dulces, solubles en agua fría. Sus propiedades funcionales las coloca entre los aditivos alimentarios más ampliamente utilizados en la industria farmacéutica y de alimentos. Estas moléculas poliméricas son rápidamente metabolizadas en el organismo humano, generando un aumento de glucosa y, como consecuencia, de insulina en la corriente sanguínea.

## Características
Las maltodextrinas son un tipo de dextrina, formadas por amilosa, que es el componente lineal, y por la amilopectina, que es el componente ramificado de glucosa, unidos por enlaces α-(1,4) y α-(1,6) respectivamente.
La maltodextrina es ligeramente dulce y prácticamente insípida. Al ser prácticamente insoluble en agua, es de rápida digestión, por lo que se utiliza en dietética para enriquecer alimentos con carbohidratos. En agua, forma una masa pegajosa, turbia y viscosa. Las maltodextrinas giran el plano de la luz polarizada hacia la derecha.
La maltodextrina resistente a la digestión, por el contrario, es en gran medida indigerible.

## Producción
La maltodextrina es elaborada por rompimiento hidrolítico de enlaces en el almidón por vía ácida, enzimática o mixta. La proporción de glucosa se mide mediante el parámetro denominado equivalente de dextrosa (ED). Cuanto mayor sea el ED, mayor será la hidrólisis y, por lo tanto, mayor será la proporción de monosacáridos y oligosacáridos que componen la maltodextrina. Así, un ED de 0 representaría el almidón en sí, mientras que un ED de 100 representaría D-glucosa pura, es decir, un almidón totalmente transformado. El límite del ED para una maltodextrina es de 20, lo que implica un compontente de cadena larga, así como entre 2 a 3% de glucosa y de 5 a 7% de maltosa. Por encima de este valor, el producto obtenido se denomina legalmente «jarabe de glucosa deshidratado».

## Presentación comercial
Se presentan en el mercado de suplementos alimentarios frecuentemente complementados por saborizantes de diversos sabores, como naranja, limón, mandarina, uva, guaraná, azaí y acidulados con ácido cítrico.

## Usos
La maltodextrina se emplea como fuente de energía y, gracias a sus propiedades secundarias, como estabilizador, relleno, conservante y como ingrediente en la producción de alimentos. Se añade a los alimentos para mejorar sus propiedades reológicas y energéticas, o como agente de horneado y base para productos horneados finos, mejorando la estructura de la miga y el dorado de la corteza. En los últimos años, las maltodextrinas se han utilizado como sustitutos de grasas en la tecnología alimentaria moderna.
En la industria alimentaria se utiliza, entre otros:
- como relleno y espesante en una variedad de productos tales como: sopas preparadas, productos de carne y embutidos, confitería y alimentos para bebés ,
- como sustituto de grasa en alimentos de bajo contenido energético,
- como principal fuente de energía en la bebida médica y la alimentación por sonda (nutrición enteral),
- como carbohidratos fácilmente disponibles como un componente de la nutrición y bebidas deportivas,
- para evitar los llamados sabores desagradables,
- como sustancia portadora de compuestos sensibles o volátiles como aromas, vitaminas o especias,
- como nutriente para bacterias en procesos de fermentación en biotecnología.

### Uso en alimentos
Se recomienda su consumo acompañado de un suplemento proteico, como la proteína de suero de leche o la proteína aislada de soja, o con la ingestión directa de aminoácidos como la valina, leucina, e isoleucina, encontradas en suplementos alimentarios llamados comercialmente BCAA (Alimentación).
La maltodextrina se usa como un aditivo económico para espesar productos alimenticios como la fórmula infantil. También se utiliza como relleno en sucedáneos del azúcar y otros productos. La maltodextrina tiene un alto índice glucémico que varía de 85 a 105.
En estudios con animales, hay evidencia que sugiere que la maltodextrina puede exacerbar la inflamación intestinal.

## Uso en deportes de resistencia
Debido a sus propiedades beneficiosas para la nutrición deportiva, la maltodextrina se utiliza en la producción de bebidas isotónicas o geles ricos en energía, generalmente en combinación con la fructosa.
Aunque la maltodextrina tiene un alto índice glucémico, ofrece las siguientes ventajas en comparación con los carbohidratos de cadena corta como el azúcar de caña, el azúcar de malta o la gluosa:
- La maltodextrina tiene una osmolaridad mucho menor en comparación con la misma ingesta energética (valor calórico fisiológico), lo que significa que fija menos agua en el intestino. Esto facilita su consumo incluso en estados de deshidratación.
- La maltodextrina no tiene sabor, beneficio sobre los carbohidratos de cadena corta que suelen percibirse como desagradablemente dulces cuando se consumen en grandes cantidades.

Debido a estas propiedades, puede ser más fácil suministrar la misma cantidad de energía dietética a través de maltodextrina que a través de cantidades comparables de carbohidratos de cadena corta.

### Otros usos
La maltodextrina se utiliza como insecticida hortícola tanto en el campo como en invernaderos. No tiene acción fisiológica ni bioquímica. Su eficacia se basa en rociar una solución diluida sobre los insectos plaga, luego de lo cual la solución se seca, bloquea los espiráculos de los insectos y causa la muerte por asfixia.
La maltodextrina tiene diversas aplicaciones para el procesamiento de alimentos y bebidas, incluidos alimentos médicos, alimentos para bebés, alimentos para hospitales y suplementos deportivos. También se utiliza como sustituto de la lactosa.
El cuerpo digiere la maltodextrina como un carbohidrato simple y, por lo tanto, puede convertirse fácilmente en energía instantánea. Su calidad se utiliza en bebidas deportivas y sobres de energía rápida para atletas de resistencia, como ciclismo o maratón.